# スダレダイ
スダレダイ (学名：Drepane longimana)は、スダレダイ科に分類される魚の1種。インド太平洋やオーストラリア北部が原産である。

## 分類
1801年にドイツの博物学者であるマルクス・エリエゼル・ブロッホとヨハン・ゴットロープ・テアエヌス・シュナイダーにより、Chaetodon longimanusとして記載された。タイプ産地は、インドのトランケバルとされた。スダレダイ科に唯一含まれるスダレダイ属に分類される3つの種のうちの1つである。種小名のlongimanaは「長い手」を意味し、尾柄に届く長さの鎌形の胸鰭を指す。

## 形態
体は強く側扁した楕円形で、体高は体長の1.2-1.3倍。口吻、頬、前鰓蓋骨には鱗がなく、口吻は真っすぐか窪んでいる。前鰓蓋骨の下端は鋸刃状になっている。顎には棘毛の房がある。口吻はかなり突き出しており、伸ばすと腹に沿って管状になる。背鰭は7-9本、通常8本の棘と、19-23本の軟条に支えられ、臀鰭は3棘と17-19軟条から成る。尾鰭は丸いが、大型の成魚では截形となることが多い。長い胸鰭は鎌形で、尾柄まで伸びている。頭と体は銀色で、4から10個の模様があり、頭から尾柄までの上半身にほぼ水平な暗い色の帯の模様がある。背鰭、臀鰭、尾鰭は薄暗い色で、縁はさらに色が濃い。背鰭軟条部には2-3列の暗い斑点が入る。斑点は条の間の鰭膜の部分にある。全長は通常20cmほどで、最大50cmに達する。

## 分布と生息地
紅海やアフリカ大陸東岸から東はニューギニアやオーストラリア北部、北は台湾及び日本にかけてのインド太平洋に分布する。サンゴ礁、港、河口等、沿岸の砂泥質の海域に生息する。